# كامياران
كامياران (بالفارسية: کامیاران) هي مدينة تقع في إيران في قسم. يقدر عدد سكانها بـ 46,760 نسمة .